# Pëtr Klimuk
Pëtr Il'ič Klimuk (Kamaroŭka, 10 luglio 1942) è un cosmonauta sovietico.

## Biografia
Nato il 10 luglio 1942 a Kamaroŭka, Voblasc' di Brėst, RSS Bielorussa, è stato il primo cosmonauta bielorusso. Nel 1964 si arruolò nell'Aeronautica Militare Sovietica e l'anno successivo venne selezionato come cosmonauta. Fu per la prima volta nello spazio nel 1973, a bordo della Sojuz 13, tornando nello spazio nel 1975 con la Sojuz 18 e nel 1978 con la Sojuz 30; in quest'ultimo volo, che faceva parte del programma Intercosmos, Klimuk volò insieme con il polacco Mirosław Hermaszewski. Lasciato il corpo dei cosmonauti nel 1978, Klimuk lavorò al Centro di addestramento cosmonauti Jurij Gagarin a Città delle Stelle; nel 1991 venne promosso capo dello stesso Centro Addestramento, ricoprendo quella carica fino al suo ritiro, avvenuto nel 2003. Si è congedato dall'Aeronautica Militare con il grado di generale.
Klimuk è sposato e ha un figlio.
È autore di due opere sul volo umano nello spazio i cui titoli (in inglese) sono Beside the Stars e Attack on Weightlessness.

## Riconoscimenti
A Pëtr Klimuk è stata conferita una lunga serie di onorificenze tra le quali per due volte quella di Eroe dell'Unione Sovietica e per tre volte l'Ordine di Lenin; è stato inoltre insignito dell'ordine polacco di Krest Grunwald e delle medaglie d'oro intitolate a Tsiolkovski, a Jurij Gagarin e di quella dell'Accademia delle scienze polacca.
È cittadino onorario delle città di Kaluga, Gagarin e Zhezkazgan.